# Floris van Merode
Floris van Merode was zoon van Bernard van Merode en Catharina van Brederode en werd geboren omstreeks 1600.
In 1620 trouwde hij met Margaretha van Gendt. Hij was korte tijd, namelijk omstreeks 1640, heer van Asten. Hij was echter een militair die nooit in Asten kon zijn. Niet lang nadat Johan de Salm van Malgré gesneuveld was, verliet hij de krijgsdienst en kwam hij op het kasteel wonen. Zijn gezondheid was echter verzwakt en hij stierf niet lang daarna.
Van hem zijn twee bastaarddochters bekend: Maria en Florentia. De laatste ging als burgeres in Asten wonen.